# (38368) 1999 RQ164
1999 RQ164 (asteroide 38368) é um asteroide da cintura principal. Possui uma excentricidade de 0.09006040 e uma inclinação de 14.81300º.
Este asteroide foi descoberto no dia 9 de setembro de 1999 por LINEAR em Socorro.